# Schulungszentrum Großer Ziegenberg

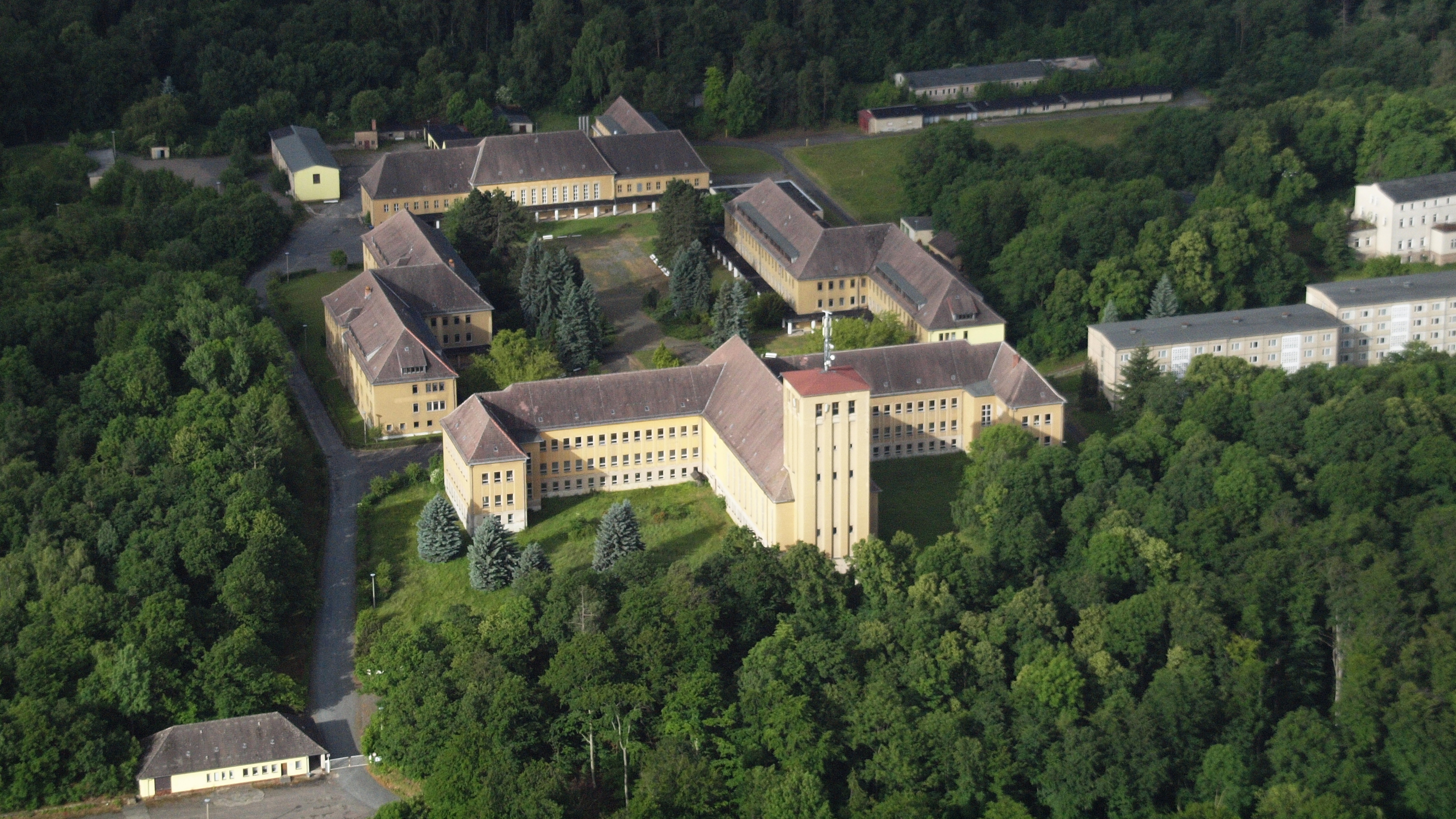
Luftbild vom Schulungszentrum Großer Ziegenberg, 2013

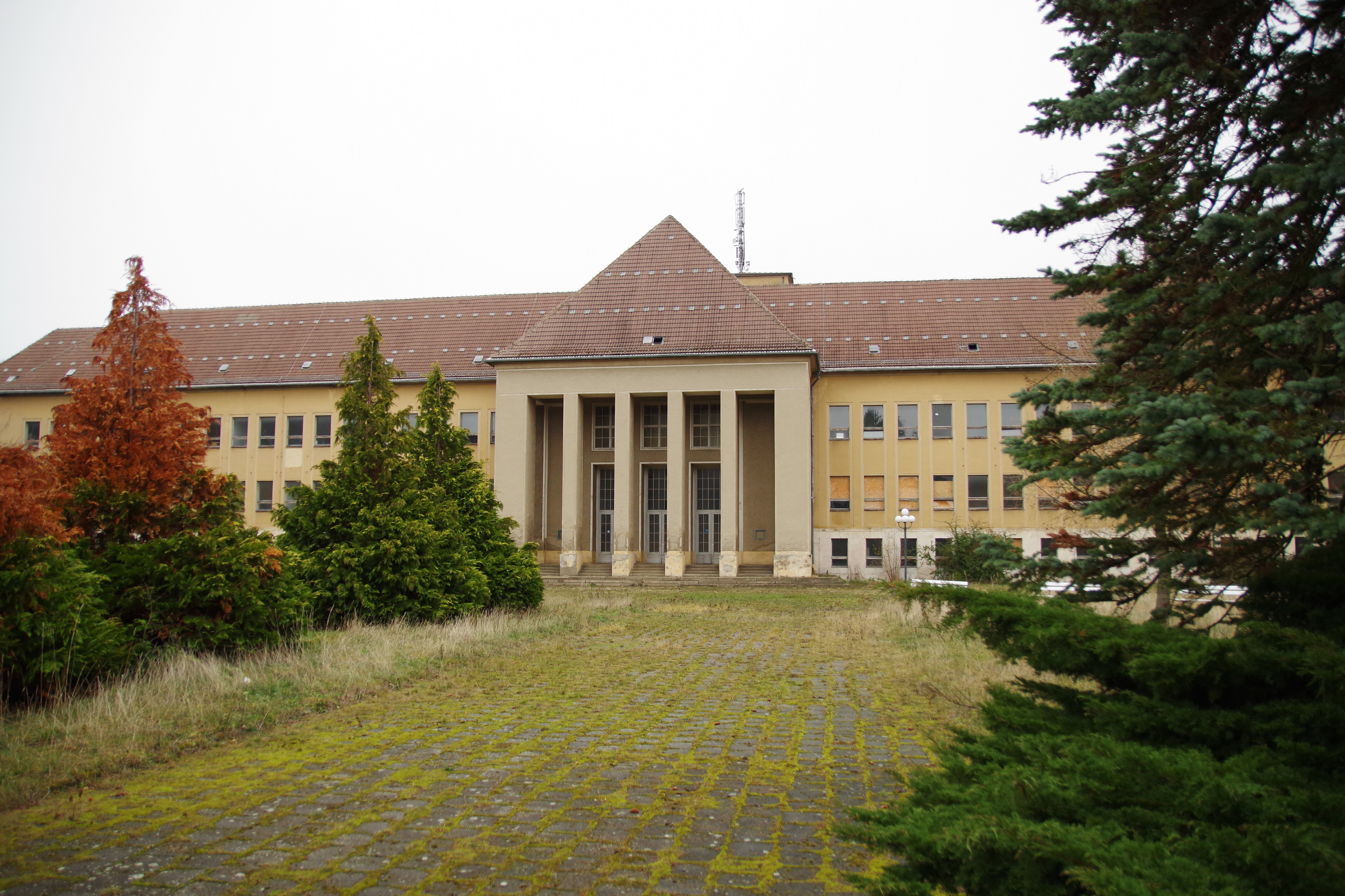
Gebäudekomplex auf dem Ziegenberg (2018)

Das Schulungszentrum Großer Ziegenberg in Ballenstedt ist ein Gebäudekomplex, der in beiden deutschen Diktaturen des 20. Jahrhunderts als Kaderschmiede diente. Abgelegen im Wald am Ortsrand, wurde dort 1934 eine staatliche Nationalpolitische Erziehungsanstalt gegründet. Ab 1936 war dort neun Jahre lang die Napola Anhalt untergebracht. Streng abgeschottet folgten ab 1949 Jahrzehnte der Nutzung als Bezirksparteischule Wilhelm Liebknecht der Bezirksleitung Halle der SED. Derzeit (2018) steht das Baudenkmal zum größten Teil leer, ein Nutzungskonzept steht weiterhin aus.

## Zeit des Nationalsozialismus

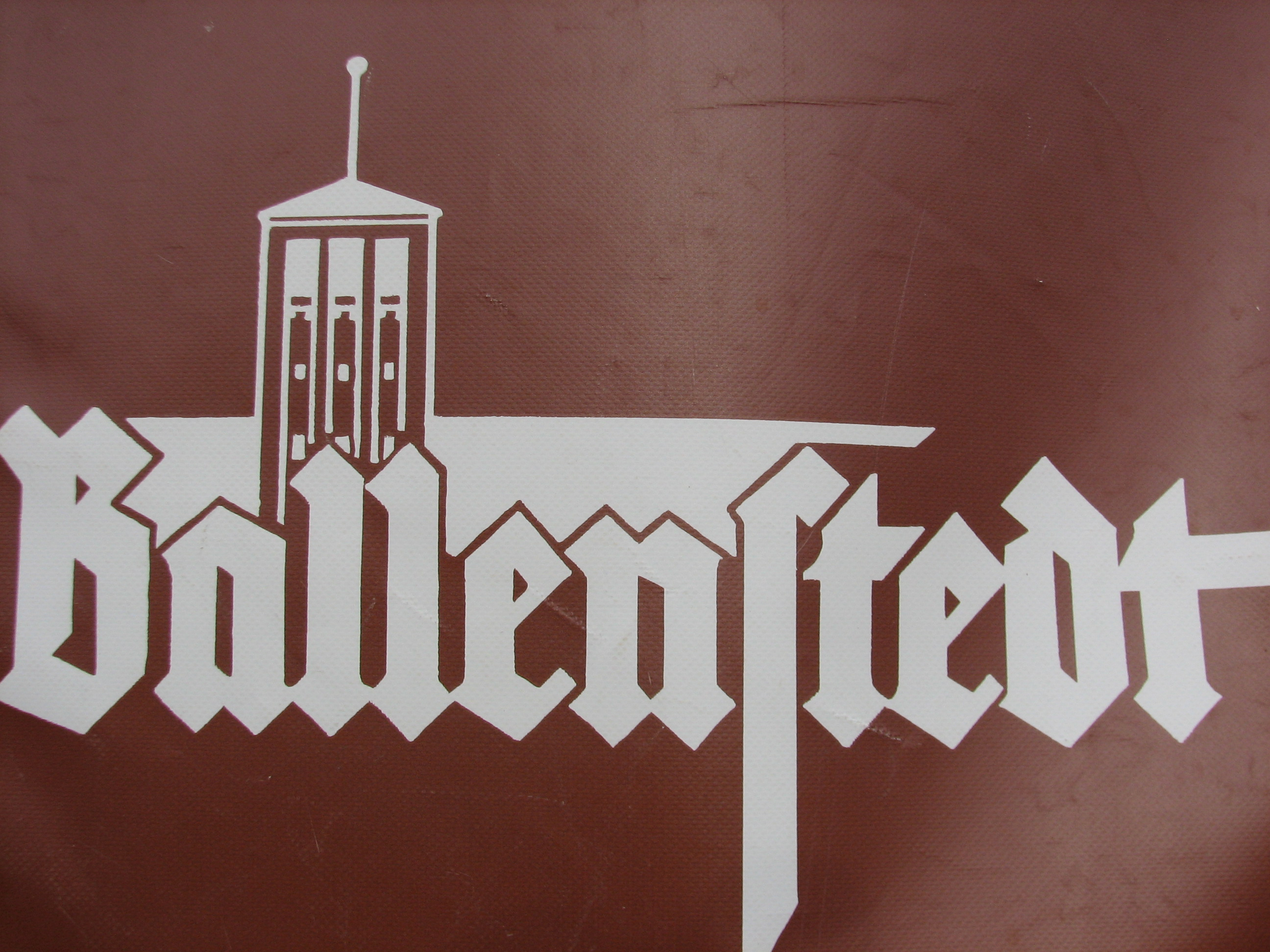
Logo der NAPOBI Anhalt in Ballenstedt (bis 1945)

Die „Nationalpolitische Erziehungsanstalt Anhalt“ (abgekürzt NPEA Anhalt, landläufig meist Napola genannt) war eine von 39 Internatsoberschulen, die nach der nationalsozialistischen Machtübernahme von 1933 gegründet wurden. Die in Ballenstedt war der einzige Neubau einer solchen Schule. 1936 war Grundsteinlegung, die Bautätigkeit dauerte viele Jahre. Erst im Oktober 1942 wurde das Lehrgebäude seiner Bestimmung übergeben. 1943 übernahm die NPEA Anhalt den Schulbetrieb der Klosterschule Ilfeld, die seit 1934 ebenfalls als NPEA genutzt worden war.
In der Elite-Einrichtung wurden bis 1945 mehr als 350 Schüler zu leistungsstarken, linientreuen Nationalsozialisten erzogen. Mit Ende des Dritten Reiches, nach neun Jahren Nutzung, wurde die Napola in Ballenstedt 1945 aufgelöst.

## Nachkriegszeit und DDR-Zeit

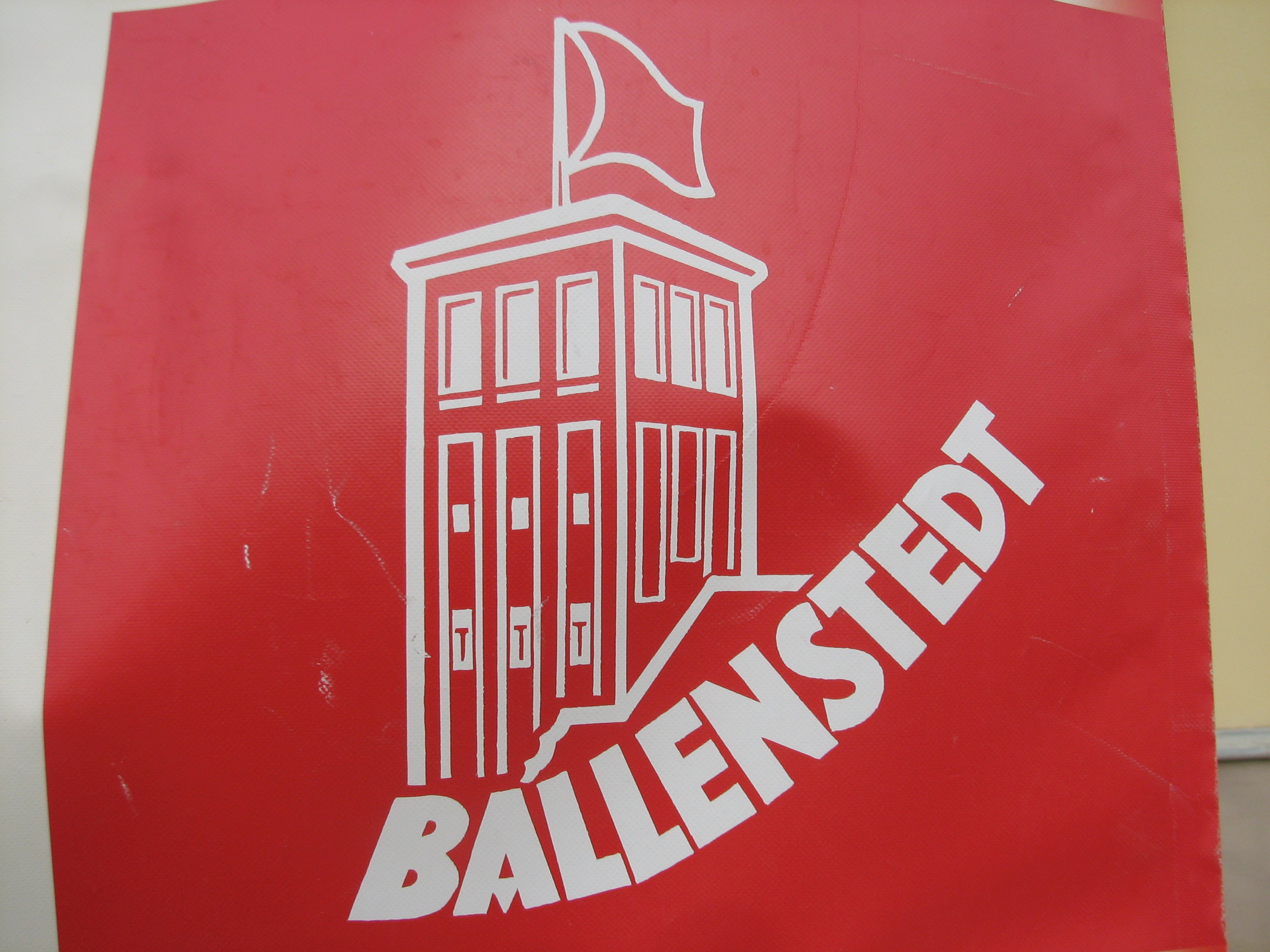
Logo der SED-Bezirksparteischule in Ballenstedt (bis 1989)

Nach der Gründung der Deutschen Demokratischen Republik nutzte die staatstragende SED das Areal als Landes- und später als Bezirksparteischule. Von 1956 bis 1989 – also in einer Zeitspanne von 33 Jahren – absolvierten mehr als 16.000 SED-Parteimitglieder aus den DDR-Bezirken Halle (bis 1989) und Magdeburg (bis 1975) dort einjährige Lehrgänge der „Bezirksparteischule Wilhelm Liebknecht“. In dieser Zeit bekamen sie 80 Prozent ihres vorherigen Nettogehalts als Stipendium.
Die SED-Bezirksparteischulen hatten die Aufgabe, Nachwuchskräfte ideologisch zu potenziellen Führungskräften im DDR-Partei- und Staatsapparat auszubilden. Sie waren nach der Parteihochschule „Karl Marx“ in Berlin die zweithöchsten Kaderschmieden der Staatspartei.
Auf dem Ziegenberg lernten und wohnten nach Erreichen der geplanten Kapazität gleichzeitig bis 600 Kursteilnehmer. Ab 1979 bis 1989 wurden auch Studenten der regierenden „Arbeiterpartei Äthiopiens“ (WPE) geschult. 1987 gab es an der Bezirksparteischule Ballenstedt 33 Studenten aus Äthiopien und 20 aus dem Sudan.
Das Areal der Bezirksparteischule war ein weitgehend autonomer, eingezäunter und bewachter Campus, der nur mit einem entsprechenden Dokument betreten werden konnte. Personen, die nicht zum rund 150 Mitarbeiter zählenden Kollektiv der Bezirksparteischule – also Lehrer sowie Mitarbeiter zur Gewährleistung der alltäglichen Aufgaben – gehörten, war der Zutritt prinzipiell verwehrt. Das Arbeitspensum für die Lehrgangsteilnehmer lag bei rund 60 Stunden pro Woche (Montag–Freitag). Auf dem Gelände gab es ein Café, ein Klubhaus, einen Lebensmittel- und einen Buchladen, ein Frisörgeschäft sowie eine Sauna.
Bis 1989 wurde der Große Hörsaal für Jugendweihe-Feierstunden der Stadt Ballenstedt genutzt. Auch das jährliche kleine Pressefest der Tageszeitung „Freiheit“, des „Organs der Bezirksleitung Halle der SED“, fand bis 1967 auf dem Gelände der Bezirksparteischule statt.
Militarisierung ab 1966

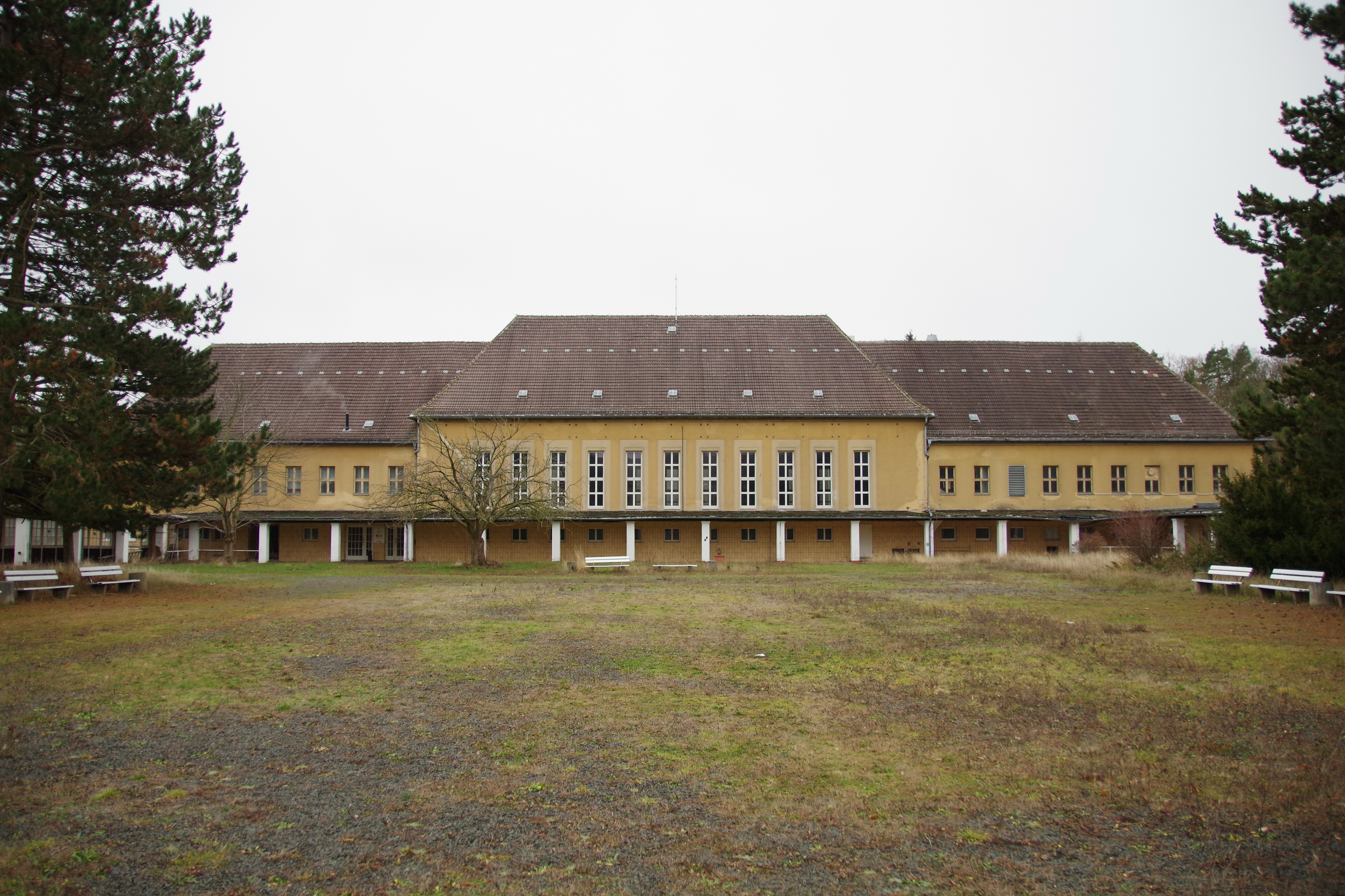
Gelände-Ansicht (2018)

Die Nähe zur innerdeutschen Grenze führte 1966 zur Einbindung der Bezirksparteischule in das Sicherheitssystem der DDR. Aus dem Kreis der Parteischüler wurde ein Kampfgruppen-Bataillon gebildet. Das Gelände wurde komplett undurchlässig eingezäunt, ein Wachdienst mit fünf uniformierten Polizisten sowie 25 bewaffneten Zivilmännern eingeführt und eine Waffenkammer mit Infanteriewaffen, Handgranaten und Fla-MGs für 250 Kämpfer eingerichtet.

## Ab 1990 und Gegenwart

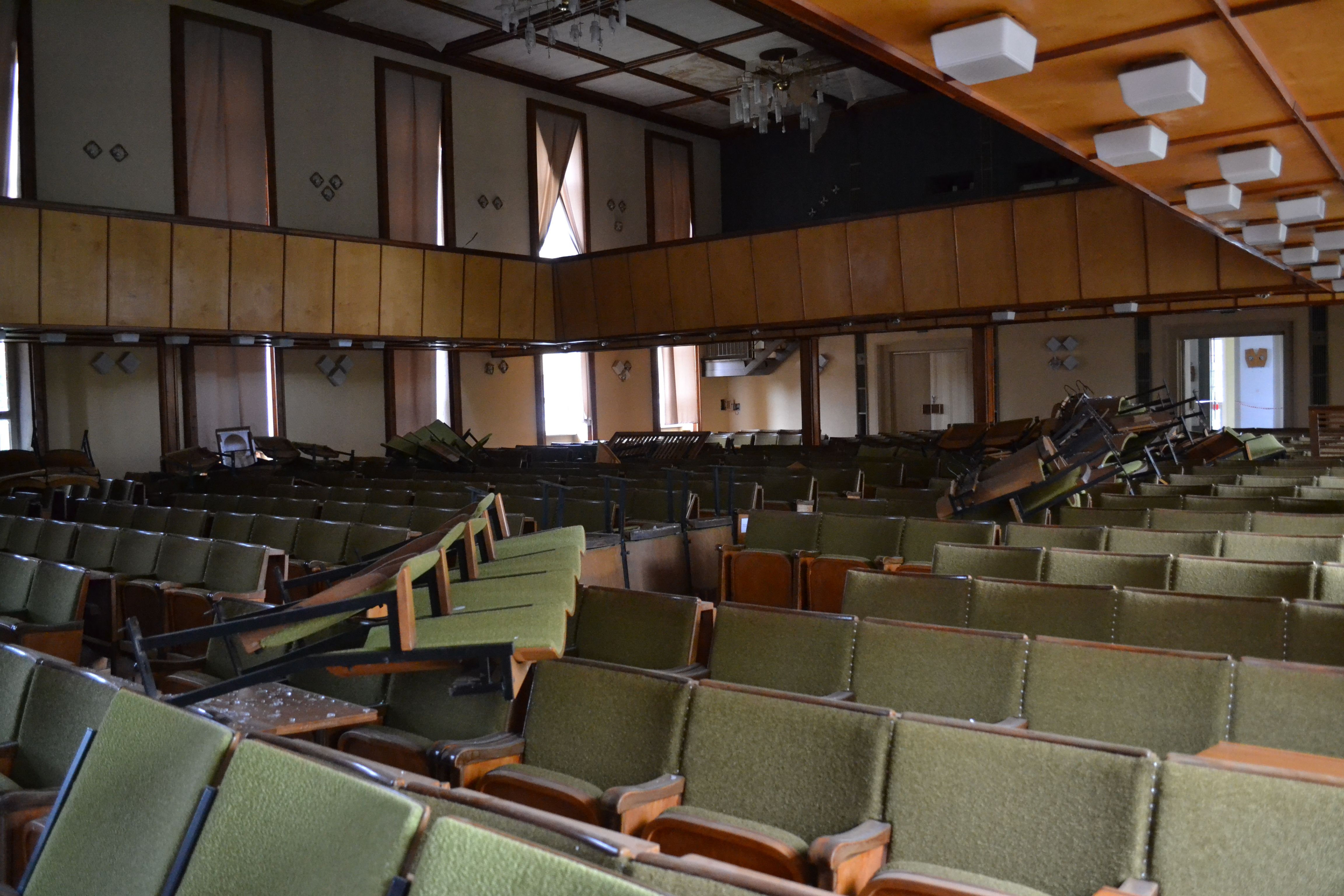
Vandalismus im ehemaligen Hörsaal (2014)

Mit der Friedlichen Revolution in der DDR endete im November 1989 die Lehrtätigkeit der Bezirksparteischule.
Am 1. Juli 1990 übernahm die Stadt Ballenstedt das Areal. Als GmbH startete die Einrichtung mit 120 Mitarbeitern in die Marktwirtschaft. 1991 wurde sie der Treuhand übergeben. Diese investierte in die Modernisierung, sodass die Fachhochschule für öffentliche Verwaltung des Landes Sachsen-Anhalt einzog und bis 1995 blieb.
Teile des Areals, wie das Turmhaus, sind im Besitz eines österreichischen Investors. Die restlichen Gebäude sind Eigentum der Stadt Ballenstedt. Seit Mitte der 1990er Jahre steht die Anlage unter Denkmalschutz. Die Gesamtnutzung des Gebäudekomplexes war lange Zeit offen. Lediglich der ehemalige Speisesaal wird weiterhin genutzt – als Sporthalle für den ortsansässigen Tischtennis- und Karate-Verein.
Ende 2018 kauften zwei chinesische Investoren das Gelände mit Ausnahme des Turmhauses. Sie planen, das Areal zu einem Zentrum für Traditionelle chinesische Medizin, Kampfkunst und Kultur auszubauen. Dazu sollen in den Gebäuden eine Altenpflegeeinrichtung, ein Zentrum für Keramikkunst und -kultur, eine medizinische Bildungsstätte sowie ein Sportzentrum entstehen. Während das Gesundheitszentrum bereits 2019 öffnen soll, ist für die anderen Einrichtungen erst eine Eröffnung ab 2024 geplant.

## Architektur

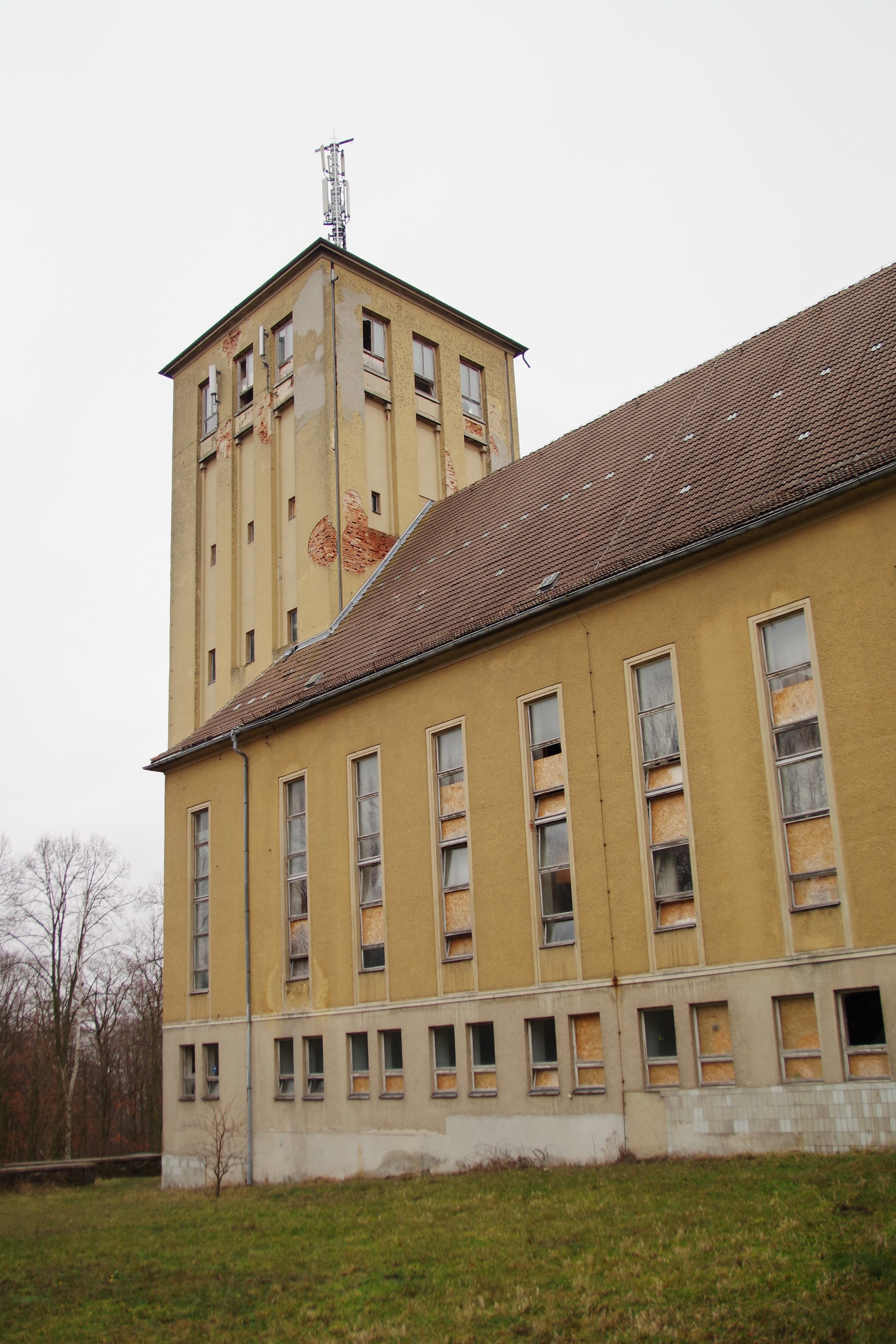
Das höchste Gebäude auf dem im Volksmund „Kreml“ genannten Gelände – heute wie damals mit Sende- und Empfangsanlagen (Foto von 2018)

Der Plan zum nach barocken Gestaltungsprinzipien gestalteten Schulkomplex stammt vom Regierungs- und Baurat Kurt Ehrlich aus Ballenstedt. Das Funktionsensemble umschließt den 140 Meter langen und bis 90 Meter breiten Appellplatz. Lehr- und Wirtschaftsgebäude bilden die Nord-Süd-Abschlüsse. Die zweigeschossigen Internatsgebäude waren mit je zwei nach hinten versetzten Blöcken an den Längsseiten angeordnet – eine für Kasernenbauten nicht unübliche Anordnung. Daraus ergeben sich wohl eher nicht zufällig aus der Vogelperspektive gespiegelte Siegrunen – das Symbol des Deutschen Jungvolkes.
Die Unterrichtsräume im Lehrgebäude sind alle in Richtung Appellplatz ausgerichtet. Im Oktober 1942 wurde das Gebäude seiner Bestimmung übergeben. Mit dem Einzug des Anstaltsleiters und seiner Kanzlei im Juni 1943 fungierte es auch als Verwaltungsgebäude. Nach 1945 wurden die unterschiedlich großen Unterrichtsräume je nach aktuellen Nutzungsanforderungen mehrfach umgebaut und modernisiert.
Ein Ring aus Wandelgängen verbindet alle Gebäude des Schulkomplexes: Das Lehrgebäude im Norden, die vier Internatsgebäude im Osten und Westen sowie das Wirtschaftsgebäude im Süden.
Der 36 Meter hohe Glockenturm am Lehrgebäude des Schulkomplexes war in den Anfangsplanungen nicht vorgesehen. Er überragt sogar das Ballenstedter Schloss, das Stammschloss der Askanier, und stellt eine weithin sichtbare Landmarke dar. Für den Campus jedoch ist er tatsächlich funktionslos – abgesehen von den beiden Stahlglocken, die einst in ihm hingen und heute (2016) im Museum Ballenstedt in der Sonderausstellung zum Thema zu sehen sind (ob, wofür und bis in welches Jahr die Glocken genutzt worden sind, ist unklar). Während der Zeit als SED-Bezirksparteischule erhielt der Turm Richtfunk-Antennen.
Nach dem Krieg wurde Kurt Ehrlich erneut auf dem Großen Ziegenberg aktiv: Als mit dem Objekt bestens vertrauter Fachmann hatten ihn die SED-Oberen mit der Planung der Um- und Ausbaumaßnahmen beauftragt. Der Appellplatz wurde mit Koniferen bepflanzt.
Das einstige Herrenhaus auf dem Gelände – die Villa Koch – fungierte ab April 1943 als „Heim III“ und war mit 80 „Jungmannen“ belegt. Während der Nutzung als SED-Bezirksparteischule wurde das Gebäude 1970 zum Klubhaus umgebaut. Die beiden als Internat genutzten Plattenbauten stammen aus dem Jahr 1970.

## Ausstellung

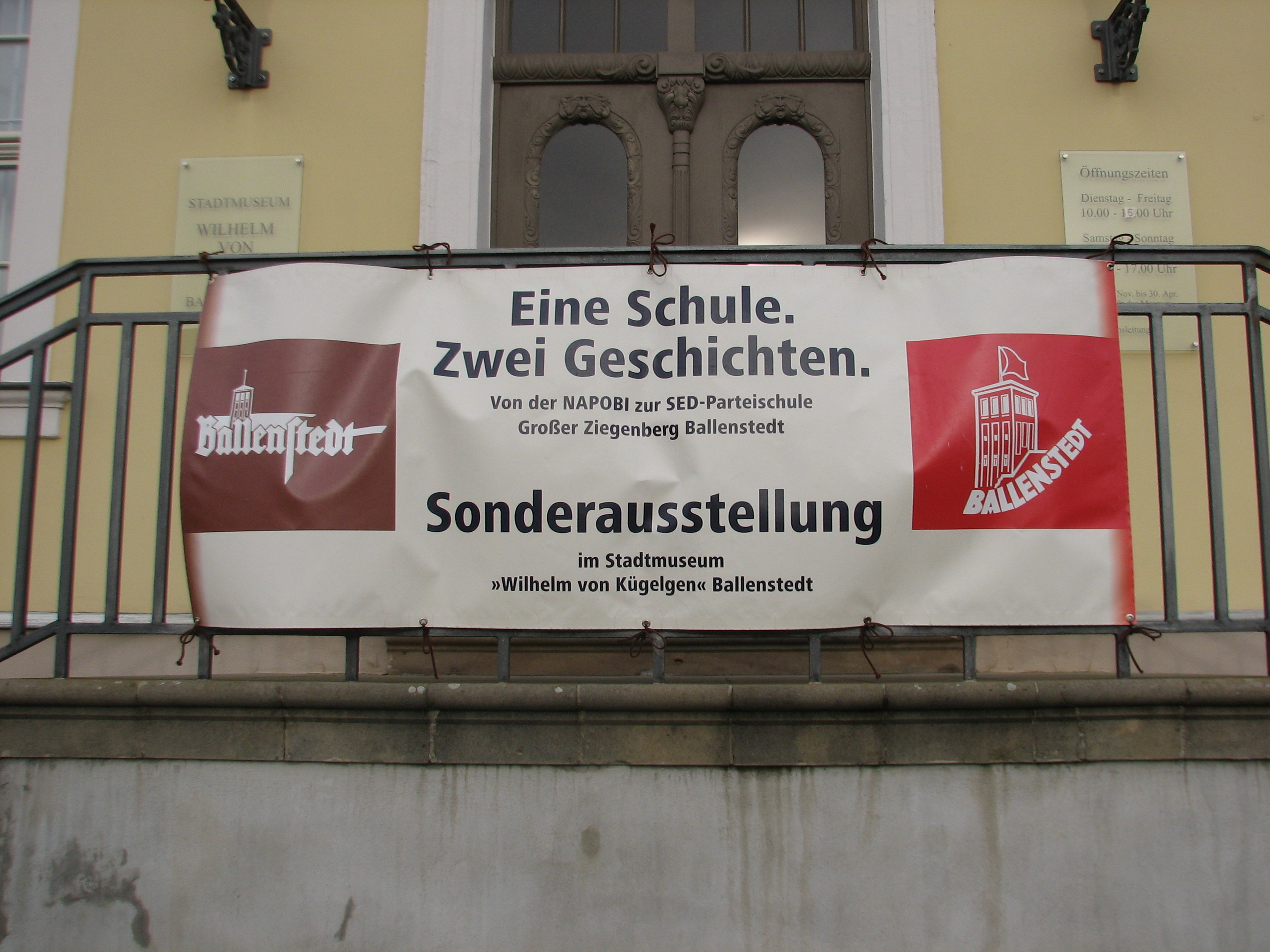
Ausstellungsbanner am Stadtmuseum Ballenstedt zur Sonderausstellung (2016)

Dem Verein „Forum Großer Ziegenberg – Ballenstedt am Harz e.V.“ gelang es, dass es seit Mitte 2015 in Ballenstedt eine Ausstellung zur wechselvollen Geschichte des Gebäudekomplexes gibt: die Nutzung als „Staatliche Nationalpolitische Bildungsanstalt Ballenstedt“ und als „Bezirksparteischule ‚Wilhelm Liebknecht‘ der Bezirksleitung Halle der SED, Ballenstedt“. Die Sonderausstellung im Stadtmuseum „Wilhelm von Kügelgen“ Ballenstedt umfasst zwei Räume im Obergeschoss des Museums und trägt den Titel „Eine Schule. Zwei Geschichten. Von der NAPOBI zur SED-Parteischule. Großer Ziegenberg Ballenstedt.“

## Trivia
Der Gebäudekomplex wird wegen seiner Nutzung bis 1989 im Volksmund auch Kreml genannt. Eine urbane Legende aus Ballenstedt besagt, dass nach 1945 einige Gebäudeteile abgerissen werden mussten, da der Grundriss der Gebäude ein Hakenkreuz ergeben hätte. Der Ursprung dieser Falschinformation ist nicht bekannt. Stattdessen erinnert der Grundriss der beiden Längsgebäude rechts und links des Exerzierplatzes an Siegrunen.